# Bogatyr

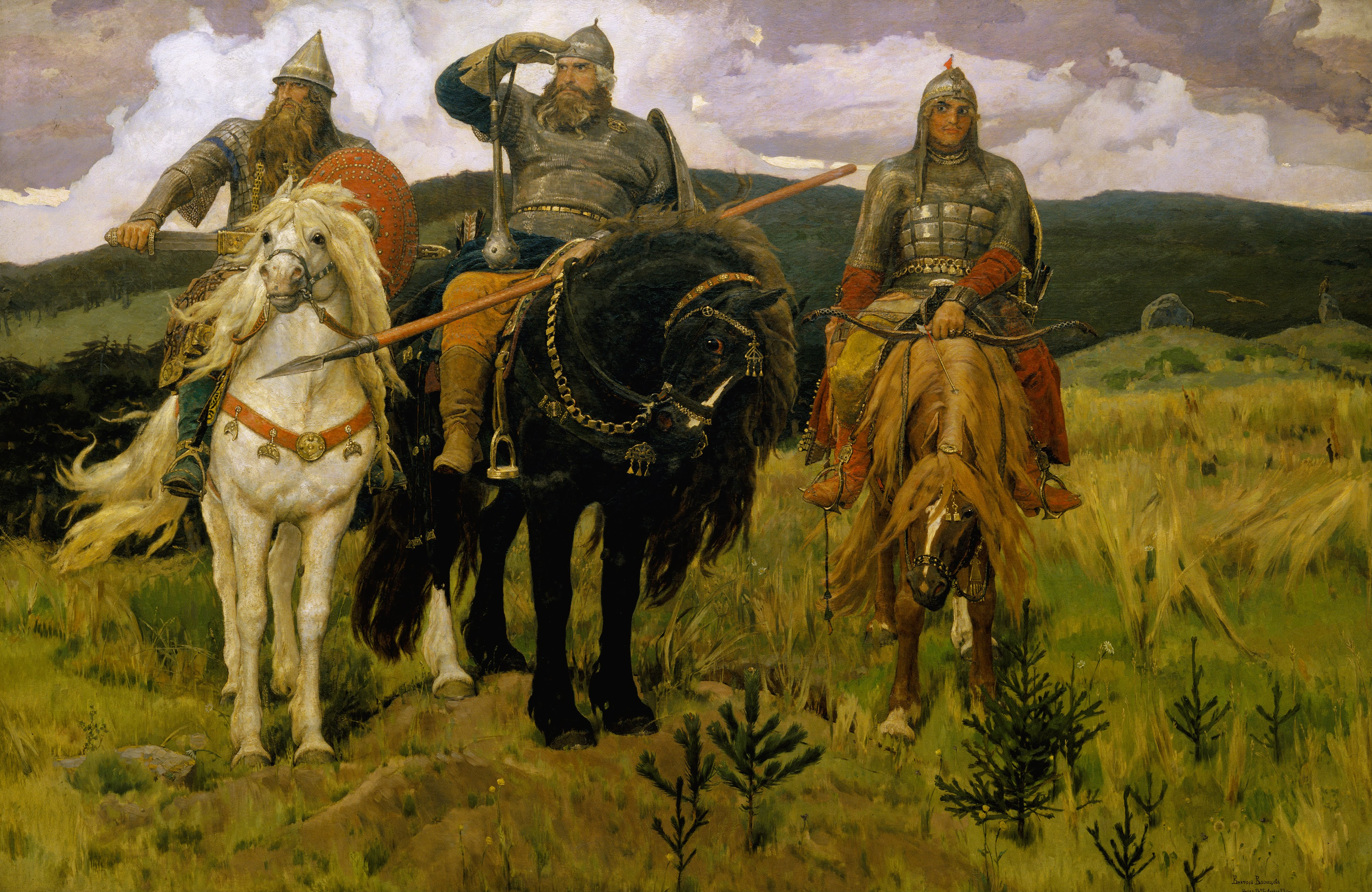
Dobrynja Nikitič, Il'ja Muromec e Alëša Popovič sono rappresentati insieme nel famoso dipinto di Viktor Vasnecov Bogatyri

Il termine bogatyr (in russo богатырь?, bogatyr'; in bulgaro багатур?, bagatur; in ucraino богатир?, bohatyr) o vitjaz' (in russo витязь?; lett. "guerriero valoroso") è utilizzato per indicare i guerrieri eroici della tradizione medievale slava orientale, comparabili con i cavalieri erranti della tradizione dell'Europa occidentale.
La parola bogatyr fece la sua prima comparsa in Russia nel libro di Sernitskij:  "Descriptio veteris et novae Poloniae cum divisione ejusdem veteri et nova", stampato nel 1585 in un luogo sconosciuto, nel quale viene così narrato: "Rossi… de heroibus suis, quos Bohatiros id est semideos vocant, aliis persuadere conantur".
È da notare che la definizione bogatyr era già utilizzata sin dal XII secolo per indicare il capo dei tatari.
Le byliny più famose trattano di questi eroi. Ogni bogatyr ha una caratteristica caratteriale che lo contraddistingue: Alëša Popovič è famoso per la sua scaltrezza, Dobrynja Nikitič per il suo coraggio, Svjatogor per la sua tristezza e Il'ja Muromec per la sua integrità e per la dedizione con cui proteggeva la propria patria dai pericoli esterni.
I bogatyr sono protagonisti anche di fiabe popolari russe poi riprese da Aleksandr Sergeevič Puškin nel XIX secolo (ad esempio la Fiaba della Zarevna morta e dei sette bogatyrì).
I bogatyr sono protagonisti della serie cinematografica The Three Bogatyrs.

## Bogatyr epici
- Alëša Popovič
- Dobrynja Nikitič
- Il'ja Muromec - Considerato il più grande tra i bogatyr
- Svjatogor - il più vecchio, simbolo del passato pagano
- Aleksandr Peresvet - Monaco-eroe, martire contro i Tatari a Kulikovo

## Nella cultura di massa

### Arte
- Il Bogatyr è un olio su tela dipinto da Michail Aleksandrovič Vrubel' nel 1898.  Si trova oggi nel Museo Russo di San Pietroburgo.
- I Bogatyr è inoltre un dipinto del 1898 di Viktor Vasnecov

### Musica
- La sinfonia n. 2 di Aleksandr Borodin è chiamata Bogatyrskaja, poiché in essa l'autore intese rappresentare le gesta dei bogatyri.
- Un brano dell'album Departure Songs del gruppo post-rock australiano We Lost the Sea si intitola Bogatyri

### Videogame
- In Battlefield 2142, la T-39 Bogatyr è un cingolato facente parte dell'esercito della coalizione Pan-asiatica.